# جيريمي سارمينتو
جيريمي سارمينتو هو لاعب كرة قدم إكوادوري، ولد في 2002 في مدريد في إسبانيا.

## وصلات خارجية
- جيريمي سارمينتو على موقع قاعدة بيانات كرة القدم.إي يو (الإنجليزية)
- جيريمي سارمينتو على موقع ناشيونال فوتبول تيمز (الإنجليزية)
- جيريمي سارمينتو على موقع Soccerbase.com (لاعب) (الإنجليزية)
- جيريمي سارمينتو على موقع Soccerway.com (الإنجليزية)
- جيريمي سارمينتو على موقع عالم كرة القدم.نت (الإنجليزية)